# Magyar Rendvédelmi Kar
A Magyar Rendvédelmi Kar (rövidített neve: MRK) a rendvédelmi szervek hivatásos állományú tagjai és közalkalmazottai önkormányzati elven alapuló, rendvédelmi szakmai köztestületként működő országos szervezete, amely önálló ügyintéző szervezettel rendelkezik. Köztestületként jött létre 2012. január 1. napjával a fegyveres szervek hivatásos állományú tagjainak szolgálati viszonyáról szóló törvény 1996. évi XLIII. törvény,  valamint a rendvédelmi feladatokat ellátó szervek hivatásos állományának szolgálati jogviszonyáról szóló 2015. évi XLII. törvény (Hszt.) felhatalmazása  alapján.

## Székhelye
1145 Budapest XIV., Róna u. 124.

## Tagozatai[3]
- a) a rendőrség,
- b) a büntetés-végrehajtási szervezet,
- c) a Nemzeti Adó- és Vámhivatalról szóló törvény hatálya alá tartozó rendvédelmi feladatokat ellátó szervek,
- d) a hivatásos katasztrófavédelmi szerv,
- e) a polgári nemzetbiztonsági szolgálatok,
- f) az Országgyűlési Őrség hivatásos állománya tagjainak és közalkalmazottainak a)-f) pont szerint elkülönülő résztestülete.

## Tagjai
A rendvédelmi szerv hivatásos állományának tagja és közalkalmazottja az MRK tagja. Az MRK tagsági viszony a szolgálati viszony vagy közalkalmazotti viszony létrejöttével 
keletkezik. Megszűnik a tagsági viszony a szolgálati viszony vagy a közalkalmazotti jogviszony megszűnésével. Az MRK tagság nem zár ki más kamarai tagsági viszonyt.

## Az MRK szervei[7]
- a) Közgyűlés
- b) Elnökség
- c) Felügyelőbizottság (FB)
- d) Etikai Bizottság (EB)
- e) Közgyűlés által választott egyéb bizottságok
- f) Iroda.

## Tisztségviselői[8]
- a) az elnök,
- b) az alelnökök,
- c) a főtitkár,
- d) az FB elnöke,
- e) az EB elnöke,
- f) bizottsági tagok.